# Tirumala formosa
Tirumala formosa is een vlinder uit de familie van de Nymphalidae, uit de onderfamilie van de Danainae.
De wetenschappelijke naam van de soort is voor het eerst gepubliceerd in 1880 door Frederick DuCane Godman.

## Verspreiding
De soort komt voor in de bergbossen van Nigeria, Kameroen, Equatoriaal Guinee, Gabon, Congo-Kinshasa, Zuid-Soedan, Ethiopië, Somalië, Oeganda, Kenia, Rwanda, Burundi, Tanzania en Zambia.

## Waardplanten
De rups leeft op diverse soorten van de maagdenpalmfamilie (Apocynaceae), zoals Periploca linearifolia, Secamone africana, Secamone parvifolia, Secamone punctulata en Cryptolepis.

## Ondersoorten
- Tirumala formosa formosa (Godman, 1880) (Kenia (hooglanden ten oosten van de Grote Slenk), Tanzania (hooglanden in noordoosten en westen), Noordoost-Zambia (Mafinga Hills))
- Tirumala formosa mercedonia (Karsch, 1894) (Oost-Congo-Kinshasa, Oeganda, Kenia (westelijk van de Grote Slenk), Noordwest-Tanzania)
- Tirumala formosa morgeni (Honrath, 1892) (Oost-Nigeria, Kameroen, Equatoriaal Guinee, Gabon)
- Tirumala formosa neumanni (Rothschild, 1902) (Zuid-Soedan, Ethiopië, Somalië)